# Christopher Drazan
Christopher Drazan (sinh ngày 2 tháng 10 năm 1990) là một tiền vệ bóng đá người Áo hiện tại thi đấu cho SC Austria Lustenau.

## Quốc tế
Ngày 19 tháng 8 năm 2008, Drazan có màn ra mắt trong đội hình xuất phát của U-21 Áo trước Ireland, khi được thay vào sân phút 49.

## Đời sống cá nhân
Bố anh là cựu cầu thủ FK Austria Wien Fritz Drazan.